# 1997年飓风吉列尔莫
飓风吉列尔莫（英語：Hurricane Guillermo）是有纪录以来第九强劲的太平洋飓风，其最高风速达到每小时260公里，气压低至919毫巴（百帕，27.14英寸汞柱）。吉列尔莫于1997年7月30日由一股位于墨西哥瓦哈卡州萨利纳克鲁斯以南约555公里的东风波形成，这股东风波之后在稳步朝西北偏西方向行进的过程中逐渐加强，于8月1日达到飓风强度，并于次日开始快速强化。这一强化阶段结束时，风暴已经达到最高强度，成为五级飓风。8月5日下午，风暴开始减弱，于8月8日降级为热带风暴。进入中太平洋飓风中心管辖区域后，系统曾短暂减弱为热带低气压，之后又重新强化至热带风暴状态。8月15日，风暴进入北纬41.8度海域，对于热带气旋来说这一纬度异常之高，隨后转化成温带气旋。风暴残余先往东北方向移动，之后转朝南面，再转而向东，一直持续了超过一星期后才于8月24日在加利福尼亚州近海被一个更大的温带系统吸收。
这场飓风自始至终没有对任何一块大陆构成威胁，对陆地的影响很小。不过由于其强度较高，在太平洋产生的海浪对从夏威夷到墨西哥的海岸都产生了影响。沿美洲的太平洋海岸一共有三人在巨浪中淹死，其中两人在下加利福尼亚州，一人在加利福尼亚州。吉列尔莫达到最高强度时曾是有纪录以来第二强的太平洋飓风，但自那以后已经先后被另外四个风暴超越，其中包括同年晚些时候的飓风琳达。由于风暴没有造成严重的影响，所以其名称吉列尔莫（Guillermo）也就没有予以退役。

## 气象历史
1997年7月16日，一股东风波离开了非洲海岸，起初其强度很弱并且杂乱无章，之后几个星期的时间里向西行进并穿越了大西洋。美国国家飓风中心表示他们有监测到该系统穿过加勒比海，但根据卫星数据显示，这股东风波应该是在7月27或28日时穿过中美洲进入太平洋，然后开始发展出对流、雷暴活动区域和带状特征，还于7月29日发展出一片低压系统。次日，系统已经变得充分组织起来，美国国家飓风中心因此将位于墨西哥瓦哈卡州萨利纳克鲁斯（Salina Cruz）以南约555公里的系统归类为第号热带低气压。由于北面一个深层高压脊的影响，低气压稳步朝西北偏西方向移动并在八月的第一个星期里一直保持这一趋势，并且在成为热带低气压后一天内就增强为热带风暴，美国国家飓风中心因此将其命名为吉列尔莫，是1997年太平洋飓风季的第7个获得命名的热带气旋。
8月1日下午，风暴的环流中心发展出一片位置较高且厚度较大的强烈中心密集云区，美国国家飓风中心因此将其升级为萨菲尔-辛普森飓风等级下的一级飓风。次日，风暴的中心密集云区逐渐发展出风眼，表明系统仍然在进一步增强。起初的观测数据显示吉列尔莫在8月2日保持了其一级飓风强度一段时间，不过在风暴过去后进行分析时，美国国家飓风中心发现这一天中系统存在一段迅速增强的时期。与其它大部分东太平洋飓风不同，飓风猎人侦察机在对吉列尔莫进行调查时系统正处于快速强化阶段。侦察机向风暴中投放了多个投落送来收集气象数据。这也是首次有飓风猎人侦察机从飞行高度距海面只有数米的大型飓风风眼壁内部取得高解析度的测风数据。

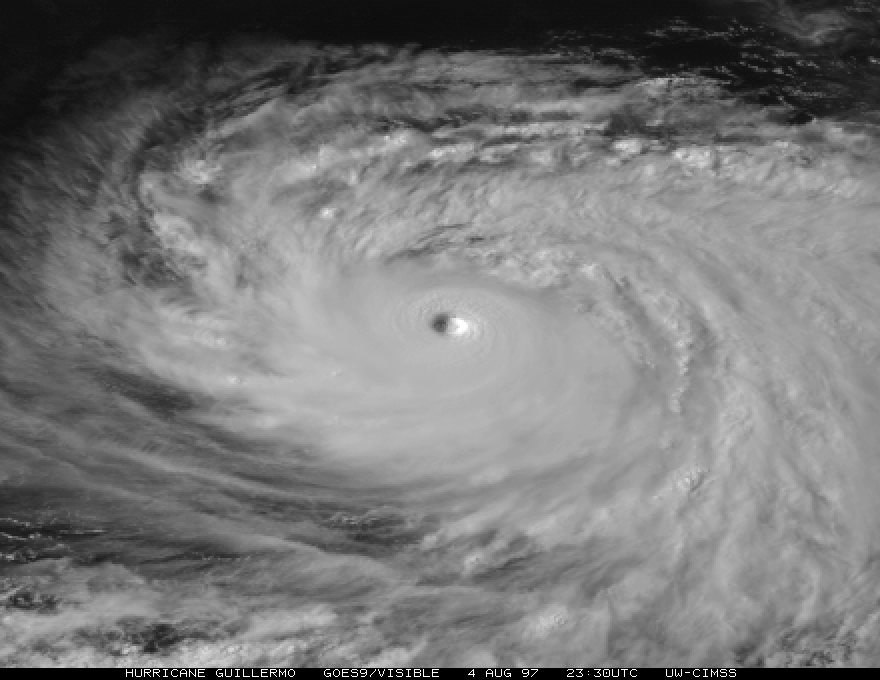
8月4日，飓风吉列尔莫正在快速增强

气象部门使用了雷达来确定飓风风眼的大小，数据显示其直径约为20公里，并且在增强过程中缩小了10公里。飓风周围环绕的轻度风切变令其得以进一步强化。到了8月2日晚上，系统风速已经达到每小时215公里，成为四级飓风。8月3日下午，吉列尔莫已经接近五级强度，风速达到每小时250公里，气压低至925毫巴（百帕，27.32英寸汞柱）。但这一强度只保持了不长的时间，当天晚些时候系统有所削弱直至进一步强化接踵而至。到了8月4日晚些时候，吉列尔莫已经成为五级飓风，达到了每小时260公里的最高风速。对卫星信息进行的操作分析显示系统内的最低气压为921毫巴（百帕，27.2英寸汞柱），但通过风暴过后的研究则显示这一数据更有可能是在919毫巴（百帕，27.14英寸汞柱）左右。
达到最高强度时，风暴风眼中的云层温度估计低至零下79摄氏度。气象部门使用估计热带气旋强度的德沃夏克分析法得出的值为7.6，这表明系统表面的最高风速可能高达每小时291公里。但是这一数据并未写入风暴强度报告中，因为通过对6至12小时风速计算平均值后显示其持续风速约为每小时260公里。保持最高强度约18小时后，吉列尔莫由于进入了一片不再那么有利于其发展，带有中度风切变的环境中而开始减弱。风眼墙内的云层温度也开始上升，表明风暴的强度正在削弱。

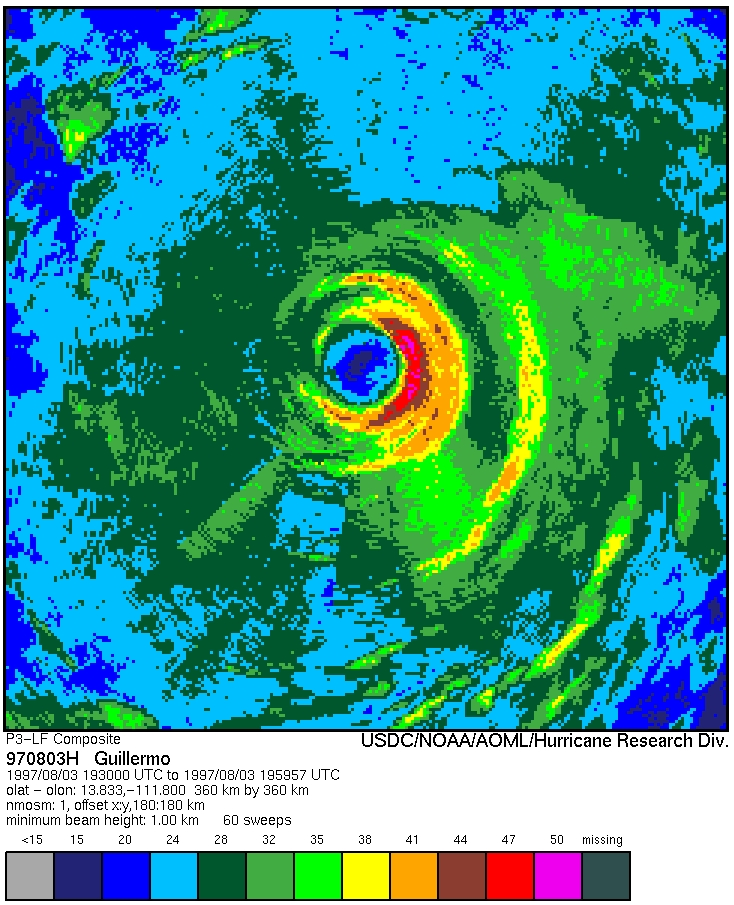
8月3日飓风飓风吉列尔莫的雷达影像

之后的几天时间里，风暴都在稳步减弱，于8月6日开始失去大型飓风状态。到了8月8日，吉列尔莫进入一片水温较低的海域并降级为热带风暴，持续风速也降至每小时120公里。大约也就在这时起，系统开始沿之前令其朝西北偏西方向移动的高压脊西部边缘行进，这次的朝向是西北。8月9日，风暴越过了西经140度线，进入中太平洋飓风中心的预警责任范围，并在不久后进一步弱化成热带低气压并掠过水温有24摄氏度的海域上空。
虽然大部分热带风旋都会随着进入海域纬度的升高而减弱，但吉列尔莫却由于所在海域水温达到26摄氏度而于8月11日重新增强为热带风暴。风暴风速逐渐达到每小时100公里，但由于继续北上进入水温较低的海域而减弱，于8月15日在夏威夷群岛以北再次降级为热带低气压，并于当天晚些时候在北续41.8度海域转变成温带气旋，很少会有热带气旋到达这一纬度时仍然能保持热带性质，其时系统位于阿拉斯加州乌纳拉斯卡东南偏南方向约1370公里。之后的几天时间里，系统残留转朝东北方向的北美洲太平洋海岸进发。到了8月19日，系统已经行进至距加拿大不列颠哥伦比亚温哥华岛不到925公里的海域，然后转向南下。这以后几天其移动速度大幅放缓然后又转向东进。到了8月20日，来自热带风暴伊格纳西奥的残留湿气被吉列尔莫的东部环流带走。8月24日，这股低气压最终在距加利福尼亚州北部海岸线约555公里的海域被一个更大的温带系统吸收。

## 影响和纪录
| 最强烈的太平洋飓风                                  | 最强烈的太平洋飓风 | 最强烈的太平洋飓风 | 最强烈的太平洋飓风 | 最强烈的太平洋飓风 |
|                                                     | 飓风               | 年份               | 气压               | 气压               |
| 百帕                                                | 飓风               | 年份               | 英寸汞柱           |                    |
| --------------------------------------------------- | ------------------ | ------------------ | ------------------ | ------------------ |
| 1                                                   | 帕特里夏           | 2015               | 872                | 25.75              |
| 2                                                   | 琳達               | 1997               | 902                | 26.64              |
| 3                                                   | 里克               | 2009               | 906                | 26.76              |
| 4                                                   | 肯纳               | 2002               | 913                | 26.96              |
| 5                                                   | 艾娃               | 1973               | 915                | 27.02              |
| 5                                                   | 伊歐凱             | 2006               | 915                | 27.02              |
| 7                                                   | 瑪麗               | 2014               | 918                | 27.11              |
| 7                                                   | 奧迪爾             | 2014               | 918                | 27.11              |
| 9                                                   | 吉列尔莫           | 1997               | 919                | 27.14              |
| 10                                                  | 吉尔玛             | 1994               | 920                | 27.17              |
| 10                                                  | 瓦拉卡             | 2018               | 920                | 27.17              |
| 列表僅適用於在赤道以北及 國際日期變更線以東的太平洋 |                    |                    |                    |                    |

飓风吉列尔莫给墨西哥的太平洋海岸带去了3.7米的大浪，对多个海滩造成了影响。从卡波圣卢卡斯（Cabo San Lucas）到圣荷西得卡波（San José del Cabo），风暴将海浪从加利福尼亚湾送到海滨度假村的场地内。由于海上情况恶劣，一些最受欢迎海滩上的游客们被迫离开，沿海地区有多户家园被洪水淹没，还有两位观光客被大浪卷入海中后丧生。
由于预测准确，加利福尼亚州各地的应急官员得以及时关闭游泳区域并在公众到达前就离岸流的危险性发出警告。这场飓风给南加州的所有海滩都带去了大浪，平均浪高1.8至2.4米，局部地区有3米以上，这给约有500名冲浪选手在亨廷顿海滩举行的年度竞赛创造了良好的条件。据《洛杉矶时报》报道称，一些海浪高度达到了4.6到5.5米。地方救生员共计报告救起了越过100人。橙县也受到了1.8到3.7米海浪的影响，数百人获救，但离岸流还是造成一人死亡，三人受伤。8月5日，一位19岁男子在亨廷顿海滩码头以北约1600米处被海浪卷走，几天后才有人发现他的尸体。8月6日，一对十几岁的男孩和女孩在纽波特比奇的一个海滩边受伤，还有一位18岁男子颈部受伤，他被拉到岸上后送到了医院，该市救生员仅8月5至6日就救起了近300人。
除了沿海地区受到的影响外，风暴还把温暖而潮湿的空气带到南加州，部分地区的气温因此高达43摄氏度。从8月15至17日，达到最高强度的飓风给夏威夷州海岸带去了大浪，其中该州东面海岸的海浪有3米高，不过没有造成任何损失。
飓风吉列尔莫达到最高状态时中心气压低压919毫巴（百帕，27.14英寸汞柱），成为当时有纪录以来除1973年的飓风艾娃外最强的太平洋飓风。不过仅仅过了不到一个月后，飓风琳达就创下了新的强度纪录，之后2002年的飓风肯纳、2006年的伊欧凯、2009年的里克和2014年的玛丽与奥迪尔都在强度上超过了吉列尔莫。截止2015年10月下旬，飓风吉列尔莫仍然是有纪录以来第九强烈的太平洋飓风。从其成为热带低气压到转变成温带气旋一共保持了16.5天，也是8月份第二強的颶風（僅次於2014年的颶風瑪麗），更是太平洋飓风中持续时间第六长的风暴。